# TOS-2

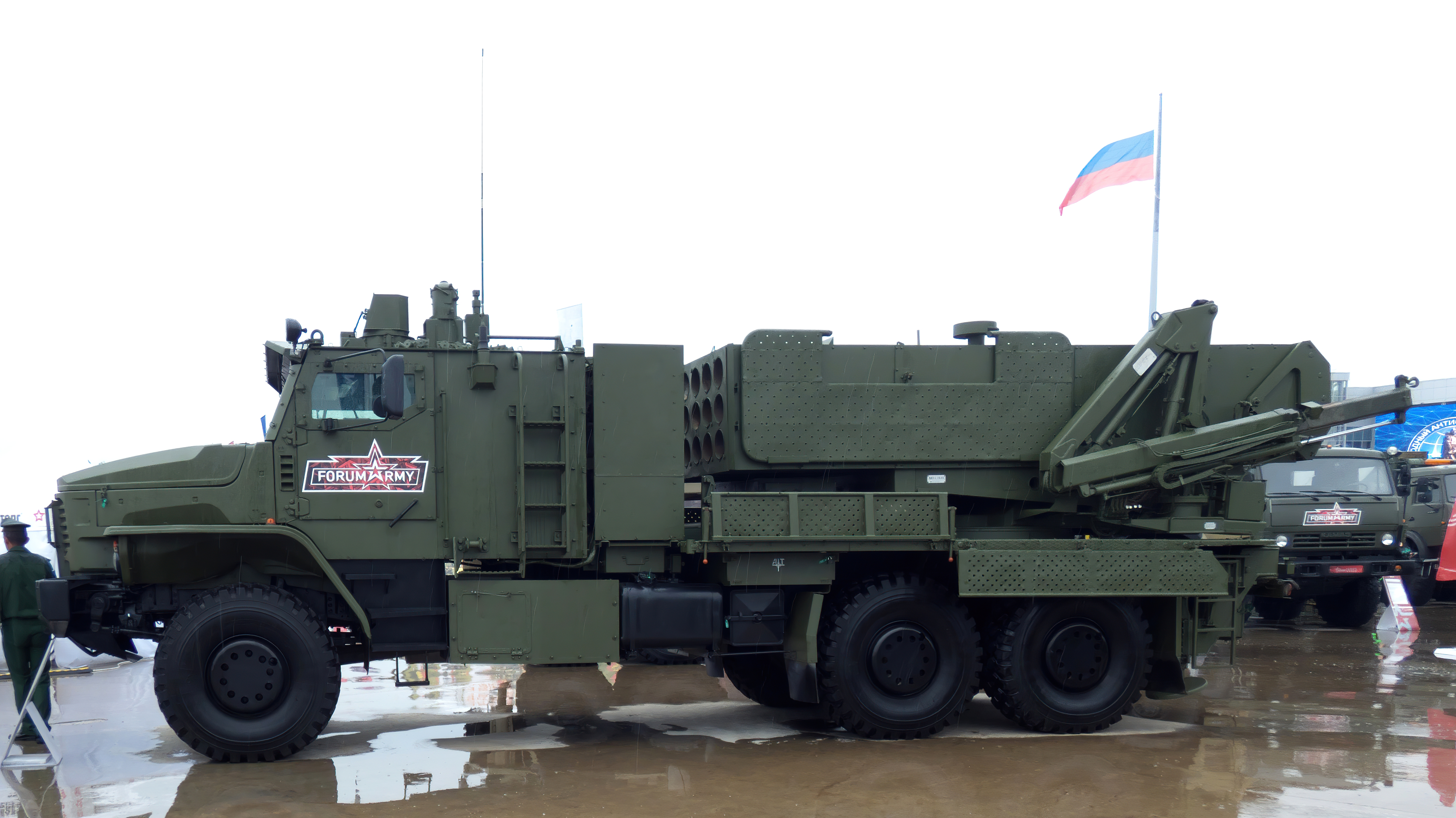
側面

TOS-2「Tosochka(トソーチカ)」（ロシア語: ТОС - тяжёлая огнемётная система、重火力投射システム）は、TOS-1と同様なコンセプトのMLRS（Multiple Launch Rocket System）である。軍用トラックUral-63706-0120の車体をベースに、シャーシ後部は二重車軸の6輪装輪式で、220mmロケット弾発射器を装備している。弾頭は主にサーモバリック爆薬弾頭ロケット弾を運用する。

## 概要
TOS-2は、2020年6月の第75回戦勝記念日軍事パレードで発表されたTOSシリーズの多連装ロケット砲である。3列6連のロケットランチャーを備えたコンテナを含むランチャー兵器ステーションが装備され、専用に開発されたTBS-M3サーモバリック弾頭とTOS-1Aと共通の焼夷弾頭を持つ220mmロケット弾を発射することができ、射程は6,000mから12,000mとされる。車載型のコンピュータ火器管制システム、慣性航法、照準システムを装備。クレーン・マニピュレーターを搭載し、ロケット弾装てん時の別途設備が不要となった。防御面ではキャブの装甲化のほか、電子戦システムが搭載されていて、精密誘導兵器による被弾率を低くすることが期待されている。また、放射線・化学・生物防護部隊でも試験運用が始まっている。
TOS-1はT-72戦車をベースとした履帯式であるが、TOS-2は軍用トラックであるウラル63704をベースとした装輪式である。その為、防御力は低下する事になったが、軽量化され最高速度100km、航続距離1000kmと機動力が向上し、また安価になった。発射管数はTOS-1の24発から18発と減っている一方、装てん速度が向上した為、火力的な低下はないとされている。2021年にロシア連邦軍によるテストは完了し、量産が開始された。

## 運用国
ロシア
- ロシア陸軍